# E poi sei arrivata tu
E poi sei arrivata tu è un singolo del cantautore italiano Leo Gassmann, pubblicato il 4 aprile 2025.

## Descrizione
Il brano, una ballata scritta dallo stesso cantautore con Marco Rissa, è prodotto da Matteo Costanzo.

## Video musicale
Il video musicale, diretto da Vincenzo Mauro, è stato pubblicato il 7 aprile 2025 attraverso il canale YouTube del cantautore.

## Tracce
Testi e musiche di Leo Gassmann e Marco Rissa.
1. E poi sei arrivata tu – 3:08